# مرقس

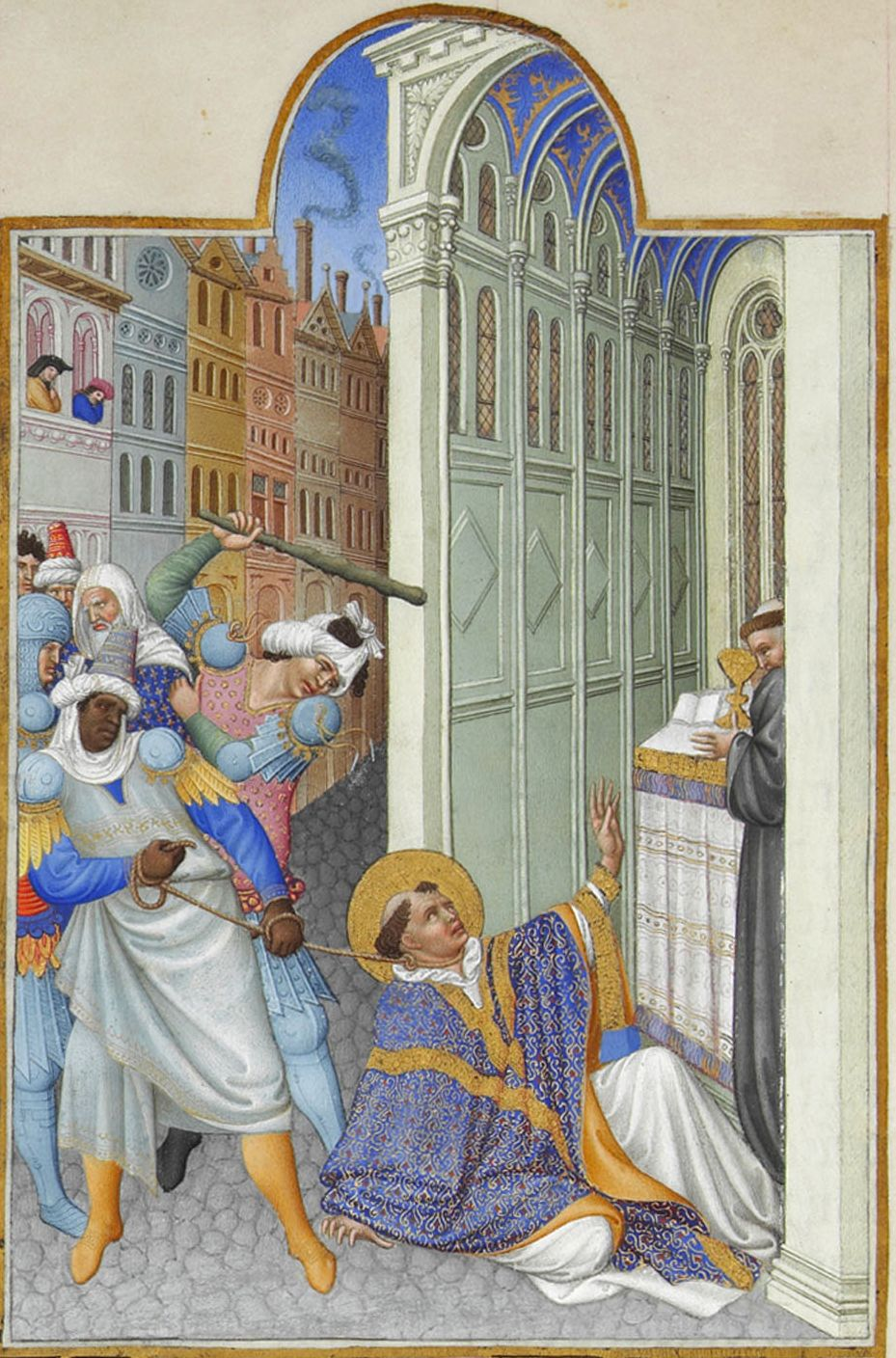
کشته شدن مرقس در مصر

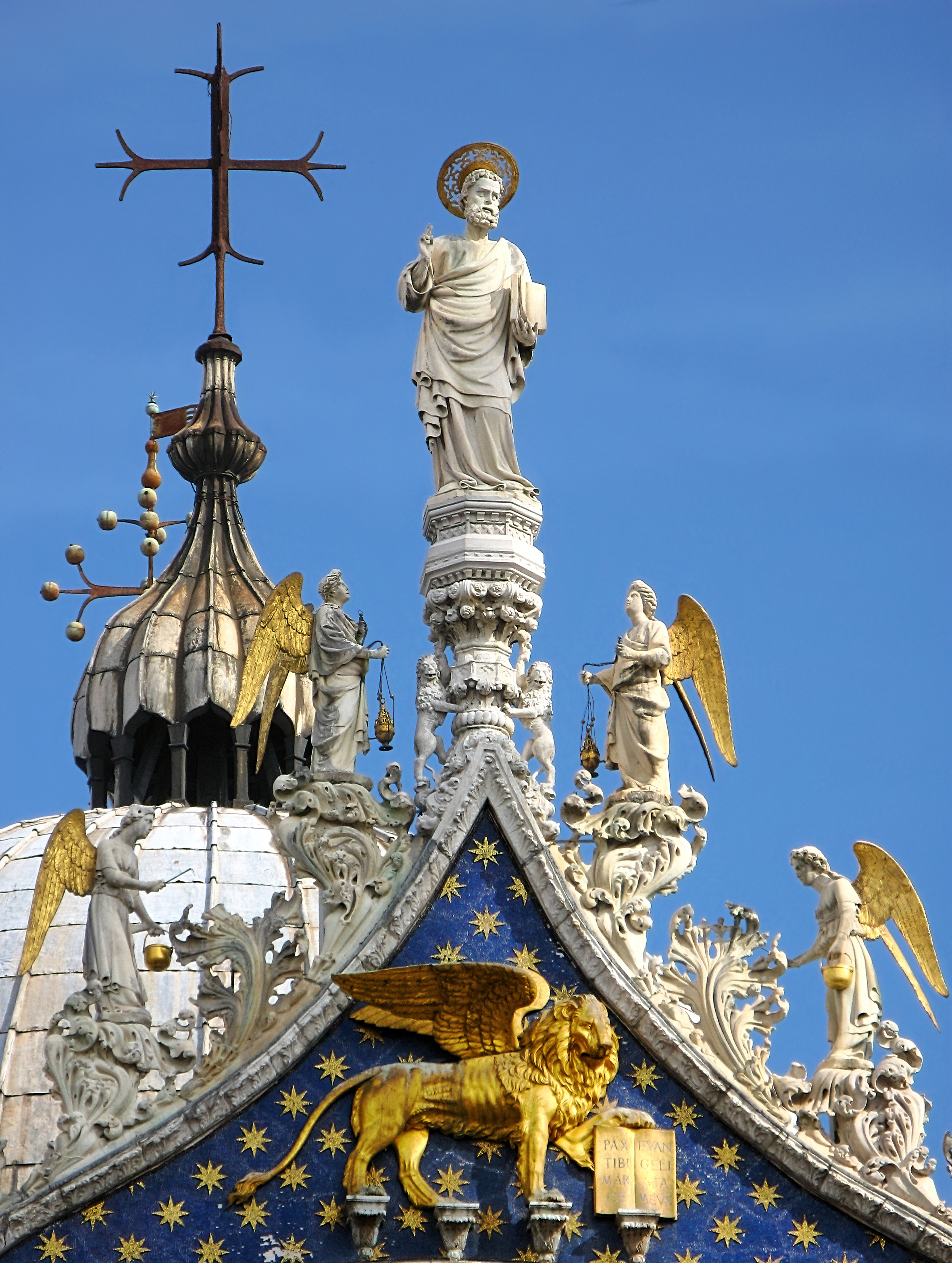
تندیس مرقس در بام کلیسای جامع سن مارکو در شهر ونیز ایتالیا.

مَرقُس /marqos/ یا سن مارکو (عبری:מרקוס، یونانیΜάρκος به معنی («چکش بزرگ») که نام عبرانی‌اش یوحنا بود، از پیروان عیسی (اما جزئی از حواریون عیسی مسیح نبود) و از نخستین مسیحیان بود.
در مقدمه انجیل مرقس آمده: هنگامی که عیسی از شهر به شهر و ده به ده می‌گشت تا کسانی را که زیر دردهای زندگی می‌نالیدند، آسایش و آرامش بخشد، مرقس نوجوانی بیش نبود. ولی پس از چندی او با شاگرد معروف عیسی، پطرس آشنا شد.
مادرش مریم از اعضای هیکل اورشلیم بود. مرقس در اورشلیم می‌زیست و در آن شهر خانه‌ای داشت که محل اجتماع مسیحیان بود. او در حادثه دستگیری عیسی فرار کرد. و رسولان او را با سبوی آب ملاقات کردند. زمانی که پولس و برنابا، بعد از دیدارشان از اورشلیم، به انطاکیه بازگشتند، مرقس نیز آن‌ها را همراهی کرد. در سفر نخست پولس و برنابا، مرقس دستیار و مشاور پولس بود. اما آنان را در پمفیلیه ترک کرد و به اورشلیم بازگشت. پولس با همراهی مرقس در دومین سفر بشارتی مخالفت کرد و برنابا از همکاری با پولس دست برداشت. برنابا، مرقس را که پسرعمویش بود برداشت و به سمت قبرس رفت. در نامه پولس به کولسیان که از روم نوشته شد، پولس از طرف مرقس سلام رساند و از کولسیان خواست که اگر مرقس به نزدشان آمد، او را به گرمی بپذیرند. پولس در پایان زندگی، مرقس را از نیکان دانست و اعتماد خود را نسبت به او بیان داشت. او نویسنده دومین انجیل بود، انجیل مرقس کمی قبل از ویرانی اورشلیم در سال ۶۰ پس از میلاد نگاشته شده‌است. مرقس پس از نگاشتن انجیل، برای تبلیغ مسیحیت به اسکندریه مصر رفت تا آنان را از پرستش خدایان باستانی‌شان بازدارد. در سال ۶۷ میلادی، مصریان او را کشته و پیکرش را سوزاندند.
در سال ۸۲۸، باقیمانده استخوان‌ها که ادعا میشد متعلق به مرقس هستند را برای اعتبار بخشیدن شهر ونیز به ایتالیا منتقل کردند و در آنجا کلیسای جامع سن مارکو را به یادبود این قدیس ساختند.

## پیوندها
انجیل
انجیل مرقس